# Lawar
El lawar es un platillo del sureste de Asia consistente en una mezcla de vegetales, coco y carne picada mezclados con hierbas aromáticas y especias. Es originario de Bali, Indonesia. Es un platillo comúnmente servido en restaurantes y warungs en Bali. A pesar de tener una mezcla de vegetales, el lawar no es un platillo vegetariano, ya que a menudo se lo mezcla con carne picada y hasta sangre.

## Ingredientes
Lawar consiste de judías verdes, huevos batidos, aceite vegetal, hojas de lima kafir, leche de coco, azúcar de palma, coco fresco rallado, y echalotes fritas, todo esto frito en aceite de coco. Cada variedad de lawar se denomina de acuerdo a los ingredientes adicionales que aportan proteínas, por ejemplo el lawar con pollo es denominado lawar ayam, lawar mezclado con cerdo es denominado lawar babi (lawar de cerdo). El lawar que contiene  jackfruit joven es denominado lawar nangka.
En algunos tipos de lawar se agrega la sangre de un animal sacrificado (por lo general sangre de cerdo o pollo) mezclado con especias para dar sabor. A causa de su elevado contenido de grasas y proteínas, el lawar se hecha a perder con rapidez y debe ser consumido inmediatamente luego de preparado; no más de mediodía después de haber sido preparado. A veces el lawar es denominado según su color: lawar merah (lawar rojo) en referencia a su contenido de sangre, y lawar putih (lawar blanco) cuando contiene únicamente coco sin sangre. Lawar padamare es un tipo que consiste en combinar varias variedades de lawars. El lawar es servido acompañado con arroz hecho al vapor y otro platillo de carne como por ejemplo, babi guling (cochinillo asado).